# Vicente Reig
Vicente o Vicenç Reig Viñals (1866 o 1867-Barcelona, España; 5 de junio de 1963) fue un futbolista español. Jugó como portero del Fútbol Club Barcelona entre 1900 y 1903. En 1908 presidió el club durante 22 días, en el mandato más breve de la historia de la entidad.

## Trayectoria como jugador
Se incorporó al Fútbol Club Barcelona en otoño de 1900, contando entonces con unos 33 o 34 años. Antes del fútbol había practicado el ciclismo y, sobre todo, el juego de pelota, deporte donde adquirió habilidad con las manos, lo que le llevó a ocupar la portería azulgrana como titular indiscutible durante tres temporadas, aunque también jugó ocasionalmente como defensa.

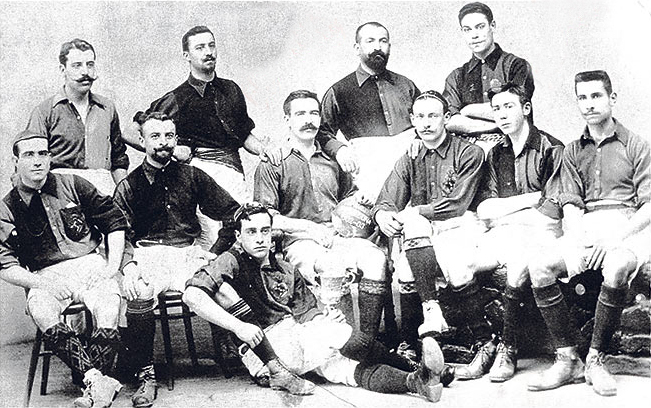
Primer equipo del FC Barcelona en 1903. De pie: Llobet, Terradas, Reig y Vidal. Sentados: Ossó, Steinberg, Meyer, Witty, Gamper, Harris y Lasaleta.

Fue el guardameta del Barcelona en las dos primeras ediciones de la Copa Macaya, el primer campeonato de fútbol reglado disputado en España y que posteriormente se reconoció como Campeonato de Cataluña. Tras ser subcampeones en 1901, en 1902 los barcelonistas conquistaron el título, el primero de su historia, con gran autoridad: ganaron los ocho partidos y Reig únicamente encajó dos goles, por los sesenta marcados por sus compañeros. Ese mismo año formó parte del equipo que viajó a Madrid para tomar parte en la hoy conocida como Copa de la Coronación, que fue la primera competición futbolística a nivel nacional celebrada en España y el precedente directo de la actual Copa del Rey. Reig jugó la semifinal, el 13 de mayo de 1902, contra el Real Madrid, en el primer clásico de la historia, que terminó con victoria por 3-1. En la final, que el FC Barcelona perdió con el Bizcaya, cedió la portería a Morris.
En 1903, su último año en activo, sumó un nuevo título, la Copa Barcelona, que posteriormente se reconoció como cuarta edición del Campeonato de Cataluña. En total disputó 40 partidos con el FC Barcelona.

## Trayectoria como presidente
En la asamblea de socios del 11 de noviembre de 1908 fue elegido presidente por aclamación, en sustitución de Julio Marial. Aunque en un primer momento rechazó el nombramiento, alegando múltiples compromisos, aceptó la presidencia ante la insistencia de la asamblea.
Reig heredó un club que se encontraba en el peor momento de su historia: únicamente quedaban 38 socios y estaba al borde de la desaparición. El 2 de diciembre convocó una asamblea extraordinaria en el Gimnasio Solé, donde presentó su dimisión irrevocable, tras sólo 22 días en el cargo. Tras discutirse la continuidad de la entidad, finalmente Hans Gamper, por primera vez desde que había fundado el club, aceptó presidirlo para evitar su desaparición. Reig pasó a formar parte de la llamada «Comisión de teams», cuya función, análoga a la de los actuales entrenadores, era seleccionar a los jugadores para cada partido.

## Clubes
| Club         | País   | Año       |
| ------------ | ------ | --------- |
| FC Barcelona | España | 1900-1903 |

## Palmarés
| Título         | Club         | País   | Año  |
| -------------- | ------------ | ------ | ---- |
| Copa Macaya    | FC Barcelona | España | 1902 |
| Copa Barcelona | FC Barcelona | España | 1903 |